# L'incredibile viaggio della tartaruga
L'incredibile viaggio della tartaruga (Turtle: The Incredible Journey) è un documentario naturalistico uscito nelle sale italiane il 23 ottobre 2009 e realizzato dal regista Nick Stringer in 5 anni di lavoro.

## Voce narrante
Nell'edizione italiana, la voce narrante è dell'attrice Paola Cortellesi.

## Distribuzione
È uscito in anteprima in Italia al Festival Internazionale del Film di Roma 2009, partecipando come film fuori concorso. Ha fatto il suo primo passaggio televisivo il 12 febbraio 2011 su Rai 3, raccogliendo 1 228 000 di telespettatori e il 4,76% di share.